# Альбом (античний Рим)
Альбом ( лат . albus, «білий») у Стародавньому Римі являв собою дошку, з нанесеною крейдою або пофарбовану в білий колір, на якій чорним кольором були нанесені укази, едикти та інші публічні повідомлення. 

## Історія
Таким чином були виставлені Annales Maximi Понтифіка Максима, щорічні едикти претора, списки римських і муніципальних сенаторів (decuriones) і присяжних (album indicum).  « Acta Diurna», свого роду щоденна урядова газета, що містить офіційно дозволену розповідь про важливі події в Римі, також була опублікована таким чином. 

## Спадщина
Середньовічне та сучасне значення альбому, як книги з чистих сторінок, у якій зібрані вірші, автографи, замальовки, фотографії тощо, походить із римського використання.  Це, у свою чергу, призвело до сучасного значення альбому як колекції аудіозаписів, випущених як один елемент на компакт-диску, платівці, аудіокасеті чи іншому носії.
Інше відхилення також стосується офіційного списку зрілих студентів університету та списку, до якого єпископ вписує імена священнослужителів єпархії. У законі це слово є еквівалентом mailles blanches, за оренду сплачується срібними («білими») грошима. 
 
Атрибуція
- Ця стаття включає текст з публікації, яка тепер перебуває в суспільному надбанні:
Chisholm, Hugh, ред. (1911). Album. // Encyclopædia Britannica (англ.). Т. 1 (вид. 11-те). Cambridge University Press. с. 513.

1. 1 2 3 4  Chisholm, 1911a, с. 513.
2. ↑  Chisholm, 1911b, с. 159.